# Dan Butler
Daniel Eugene Butler (født 2. december 1954 i Huntington, Indiana) er en amerikansk skuespiller, mest kendt for rollen som Bob "Bulldog" Briscoe i tv-serien Frasier.

## Udvalgt filmografi

### Film
- 1986: Manhunter – Jimmy Price
- 1991: Ondskabens øjne – Roden
- 2009: Prayers for Bobby – Whitsell

### Tv-serier
- 1991–92: Roseanne – Art
- 1993–2004: Frasier – Robert "Bulldog" Briscoe